# Fédération de l'Espírito Santo de football
 (mars 2023).

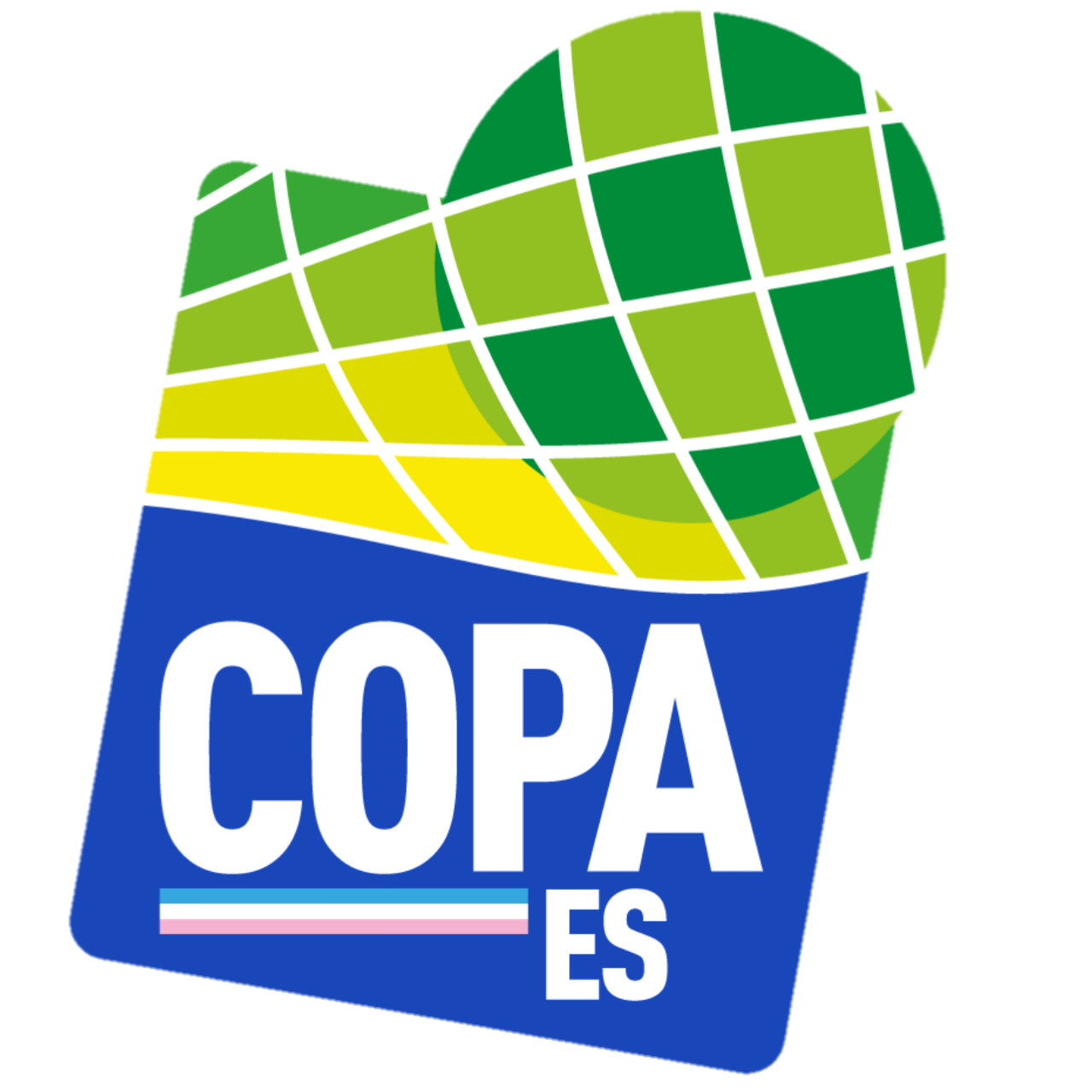
Logo de la Copa Espírito Santo

La Fédération d'Espírito Santo de football  (en portugais : Federação do Estado do Espírito Santo) est une association brésilienne regroupant les clubs de football de l'Espírito Santo et organisant les compétitions au niveau régional, comme le championnat de l'Espírito Santo de football. Fondée [Quand ?], elle représente également les clubs de l'Espírito Santo au sein de la Fédération du Brésil de football.